# .cy
.cy là tên miền Internet cấp cao nhất dành cho quốc gia (ccTLD) của Cộng hòa Síp.
(ccTLD này không bao gồm Cộng hòa Bắc Síp Thổ Nhĩ Kỳ, sử dụng ccSLD của .nc.tr).
Việc đăng ký chỉ giới hạn cho cư dân đảo Síp hoặc công ty và tổ chức đăng ký với chính phủ ở đó; số đăng ký cá nhân hoặc doanh nghiệp phải có khi đăng ký. Vài giới hạn khác tồn tại cho các tên miền con khác nhau, nhưng .com.cy không bị cấm.

## Tên miền cấp 2
- ac.cy - Cơ quan học thuật và nghiên cứu.
- net.cy - Nhà cung cấp dịch vụ Internet và Mạng.
- gov.cy - Cơ quan chính phủ.
- org.cy - Không dành cho tổ chức phi chính phủ.
- pro.cy - Tổ chức chuyên nghiệp.
- name.cy - Người tự nhiên.
- ekloges.cy - Tổ chức hay cá nhân liên quan đến bầu cử.
- tm.cy - Thương hiệu đã đăng ký chính thức.
- ltd.cy - Công ty tư nhân và trách nhiệm hữu hạn công cộng.
- biz.cy - Các công ty đăng ký khác.
- press.cy - Tổ chức và thực thể liên quan tới báo chí.
- parliament.cy - Quốc hội Síp và các trang liên quan.
- com.cy - Các trang thương mại (đăng ký không giới hạn).